# Colíder
Colíder là một đô thị thuộc bang Mato Grosso, Brasil. Đô thị này có diện tích 3038,249 km², dân số năm 2007 là 30685 người, mật độ 1,1 người/km².